# Chibé
Xibé, chibé ou jacuba é uma bebida brasileira típica da culinária tupi É uma bebida com um gosto levemente ácido. É feito misturando de farinha de mandioca e água. Os grãos de farinha incham (tufam), resultando em uma textura semelhante a fubá (porém mais liquido, igual a mingau). Pode ser acompanhado de sal, pimenta ou outros temperos salgados à gosto.

## Etimologia
A origem da palavra é controversa. Alfredo da Mata, em seu Vocabulário da Região Amazônica (Manaus, 1937/1938), define que Chibé é originária vocábulo tupi, composto de Xe (eu, meu) e Ibe ou Tibe (caldo). Já Ermano Stradelli registra o vocábulo Cimé, Cimé-Ciré, e, ainda esclarece que se trata de: "Bebida feita com água, em que foi desmanchada e deixada tufar um pouco de farinha de mandioca. É bebida refrescante e, se não se limita a beber somente a água, que toma um gosto levemente acidulado, mas, remexendo-a com os dedos, enquanto se bebe, ingere-se também a farinha molhada, igualmente substancial.".